# Apneumonella
Apneumonella är ett släkte av spindlar. Apneumonella ingår i familjen Telemidae.
Kladogram enligt Catalogue of Life:
| Apneumonella | \| \| Apneumonella jacobsoni \| \| \| \| \| \| Apneumonella oculata \| \| \| \| |
|              | \| \| Apneumonella jacobsoni \| \| \| \| \| \| Apneumonella oculata \| \| \| \| |
|              | Cangoderces                                                                     |
|              |                                                                                 |
|              | Jocquella                                                                       |
|              |                                                                                 |
|              | Seychellia                                                                      |
|              |                                                                                 |
|              | Telema                                                                          |
|              |                                                                                 |
|              | Telemofila                                                                      |
|              |                                                                                 |
|              | Usofila                                                                         |
|              |                                                                                 |
|              | Apneumonella jacobsoni                                                          |
|              |                                                                                 |
|              | Apneumonella oculata                                                            |
|              |                                                                                 |

|  | Apneumonella jacobsoni |
|  |                        |
|  | Apneumonella oculata   |
|  |                        |